# 熊坂適山

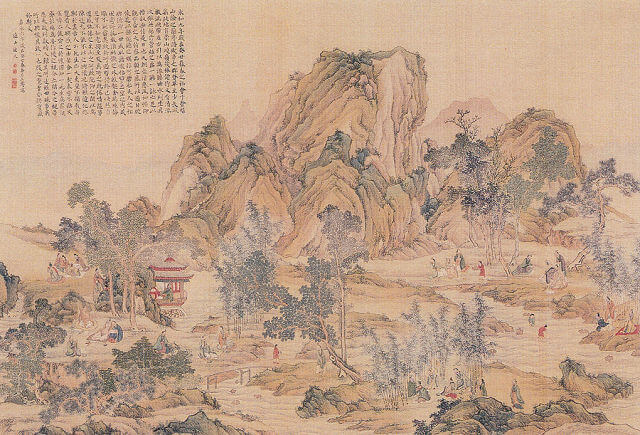
熊坂適山「蘭亭曲水図」

熊坂 適山（くまさか てきざん、寛永8年7月15日〈1796年8月17日〉 - 元治元年9月12日〈1864年10月12日〉）は、江戸時代後期の南画家。
名は助広、字は千畝、通称は床三郎。号は適山の他に波玉・摘山・元精・千水など。陸奥伊達の生まれ。

## 略歴
適山の生家・熊坂家は伊達保原市柳村の名家として知られ、かつて谷文晁と交流した儒学者熊坂台州(1739年-1803年)を輩出した。適山の父は酒造業・養蚕業を営む富商でありたいへん教育熱心であった。実弟の熊坂蘭斎は蘭学者となっている。適山も幼少の頃より学問・画を学び、文化4年（1807年）、松前藩が梁川に転封になったとき、家老にして画人の蠣崎波響に師事し、波玉と号した。波響からは写生を基礎とする画の基本を磨き、師が蝦夷地に戻るとき、その紹介で京都の浦上春琴に入門し南画を修行。その後、豊後の田能村竹田にも画法を学んでいる。天保15年（1844年）、松前藩の御用絵師に150石で迎えられ、のちに勘定方役人にと登用され、晩年には江戸屋敷詰めとなった。元治元年（1864年）9月、福山で死去。享年70。
花鳥画・人物画・山水画と多彩な画才をもち優品が多い。「蘭亭曲水図」（1853年）は福島県指定文化財となり代表作とされる。詩文・書にも優れた。

## 作品
- 「唐美人」1841年 福島県歴史資料館
- 「青緑山水図」 種徳美術館
- 「蘭亭曲水図」1853年 福島県指定文化財、個人蔵
- 「百花の図」1854年 福島県立美術館

## 刊行物
- 『適山画譜』熊坂蘭斎編、画：熊坂適山 嘉永7年（1854年）